# Revista Revolução
A Revista Revolução foi uma publicação trimestral bilíngue editada em Lisboa, Portugal, entre Outubro de 2007 e Dezembro de 2009.  
Era editada pelo Círculo de Revolucionários Livres e assumia-se como uma publicação patriótica e socialista revolucionária de tendência libertária. 
O Círculo de Revolucionários Livres (CRL) congregava diversos indivíduos e organizações de esquerda patriótica anti-autoritária oriundos da Península Ibérica e da América Latina. 
A Revista Revolução foi uma publicação inter-nacionalista, libertária e anti-capitalista. O seu propósito era fundamentalmente cultural e metapolítico, abrangendo a divulgação de alternativas políticas e movimentos culturais à margem do que ela chama de "sistema capitalista ocidental". 